# Piedad Bonnett
Piedad Bonnett  (Amalfi, Antioquia, 18 de enero de 1951) es una poeta, novelista, dramaturga y crítica literaria colombiana. Premio Reina Sofía de Poesía Iberoamericana 2024.

## Biografía
Hija, nieta y hermana de maestros, Piedad Bonnett nació en el municipio antioqueño de Amalfi en el seno de una familia muy católica. Con 14 años ya escribía y leía poesía. Estudió en un internado y más tarde se licenció en Filosofía y Letras de la Universidad de los Andes, donde ha ejercido como profesora en filosofía y lenguas y donde ocupó la cátedra de literatura desde 1981. Tiene una maestría en Teoría del Arte, la Arquitectura y el Diseño por la Universidad Nacional de Colombia.   Fue profesora de la Facultad de Artes y Humanidades de la Universidad de Los Andes de 1981 a 2010.
Pasó 30 años dando clases a adolescentes en la Universidad de Medellín.
Su primer libro de poesía «De círculo y ceniza» fue publicado en 1989 y recibió una mención de honor en el Concurso Hispanoamericano de Poesía Octavio Paz.
En 1992 recibió la beca Francisco de Paula Santander para un trabajo de dramaturgia.
En 1994 fue galardonada con el Premio Nacional de Poesía otorgado por Colcultura con «El hilo de los días».
En 1996 publicó Ese animal triste.  
En 1998, recibió una de las becas de investigación  del Ministerio de Cultura, con el proyecto Cinco entrevistas a poetas colombianos, que dio origen a su libro Imaginación y oficio, publicado por la Universidad de Antioquia, 2003.
En 2011 obtuvo el premio "Casa América de Poesía Americana" por  Explicaciones no pedidas.
Su poesía, teatro y narrativa están profundamente arraigadas en su experiencia vital y expresan la visión de la mujer de clase media en un país desgarrado por múltiples violencias, desigualdades y conflictos.  
Cuando su hijo Daniel tenía 18 años fue diagnosticado de esquizofrenia y diez años después se suicidó en Nueva York donde estudiaba arte en Columbia. A partir de la experiencia publicó Lo que no tiene nombre (2013), una reflexión sobre el suicidio y el desconcierto que provoca la muerte de un hijo.
En Qué hacer con estos pedazos (2022) habla de la insatisfacción, de la vida matrimonial, la vejez, y las relaciones familiares.
También se ha dedicado a la crítica literaria. Es columnista del periódico El Espectador desde 2012.
En el XIV Encuentro de poetas del mundo latino, que tuvo lugar en Ciudad de México y Aguascalientes entre el 25 y el 31 de octubre de 2012, le fue otorgado el premio de poesía Poetas del Mundo Latino Víctor Sandoval 2012 por su aporte a la lengua castellana. En 2017 recibió el premio Generación del 27 por Los habitados. 
Cuentos y ensayos suyos han sido publicados en distintas revistas y periódicos del país y del extranjero. Ha representado a Colombia en numerosos encuentros de poesía en Granada (España), Córdoba (España), Morelia (México), Rosario (Argentina) y Medellín (Colombia), entre muchos otros, y en encuentros literarios como el Festival de Literatura de Berlín y el Hay Festival de Segovia. En 2008 fue la poeta homenajeada por la Consejería para la equidad de la Mujer de la Presidencia de la República, durante la Feria del libro de Bogotá. 
Su poesía ha sido traducida al italiano, al inglés, al francés, al sueco, al griego y al portugués.

## Publicaciones

### Poesía
- De círculo y ceniza, Ediciones Uniandes, 1989
- Nadie en casa, Fundación Simón y Lola Gubereck, 1994; en 2006 la Universidad Externado de Colombia lo reimprime como el No. 20 de la colección "Un libro por centavos"
- El hilo de los días, Colcultura, 1995
- Ese animal triste, Editorial Norma, 1996
- Todos los amantes son guerreros, 1998; en 2008 la Universidad de los Andes publica reimpresión de este poemario en su colección 60 años
- Las tretas del débil, Punto de lectura, 2004
- Las herencias, Visor, 2008
- Explicaciones no pedidas, Visor, 2011
- Los habitados, Visor, 2017

### Novelas
- Después de todo, Alfaguara 2001
- Para otros es el cielo, Alfaguara, 2004
- Siempre fue invierno, Alfaguara, 2007
- El prestigio de la belleza, Alfaguara, 2010
- Lo que no tiene nombre, Alfaguara, 2013
- Donde nadie me espere, Alfaguara, 2018
- Qué hacer con estos pedazos, Alfaguara, 2022

### Entrevistas
- Imaginación y oficio: conversaciones con seis poetas colombianos, Universidad de Antioquia, 2003

### Antologías
- Antología, Universidad Nacional, 1998
- No es más que la vida, Arango Editores, 1998
- Lo demás es silencio: antología poética, Editorial Hiperión, 2003
- Los privilegios del olvido, Fondo de Cultura Económica, 2008
- Fouci fauto, antología de poemas en italiano publicada por la editorial Forme libere de Trento, con la traducción de Luca Baú, 2012
- Poemas de amor, Frailejón, 2013
- Lugar de siempre, Alcaldía de Bogotá, 2014[8]
- Poesía reunida, 2015
- En caso de emergencia, 2018

### En coautoría
- Daniel Segura Bonnett (1983-2011) dibujos, pinturas y grabados, 2013, con Lucas Ospina

### Biografía
- La mujer incierta (Alfaguara, 2024)

## Algunos textos en revistas
- "¿Cómo me hice novelista?", en: Revista pie de Página # 2
- "Todos tan contentos", en: Revista Número # 50, 2006
- "Fracasar cada vez mejor", en: Revista Número # 57, 2008
- "País de Novela; conversación con William Ospina, Darío Jaramillo y Piedad Bonnett" Diario el País, 24 de noviembre de 2007

## Producción como dramaturga
- Se arrienda pieza
- Sanseacabó
- Gato por liebre, 1991
- Algún día nos iremos 2013, presentado en el Teatro libre de Bogotá bajo la dirección de Ricardo Camacho
- Noche de epifanía, versión teatral de Shakespeare

## Premios y reconocimientos
- Mención de honor en el concurso hispanoamericano de poesía Octavio Paz por De círculo y de ceniza[3]
- Premio nacional de poesía, Instituto colombiano de cultura, 1994, por El hilo de los días
- XI Premio Casa de América de poesía americana, 2011, por Explicaciones no pedidas
- Premio de poesía Poetas del mundo latino 2012
- Escritora del año Portal de Poesía Contemporánea 2013[9]
- Premio de Poesía José Lezama Lima, 2014, por Explicaciones no pedidas
- Premio de Poesía Generación del 27, 2016, por Los habitados[10]
- XXXIII Premio Reina Sofía de Poesía Iberoamericana (2024).[11]